# 鉄拳3
『鉄拳3』（Tekken3）はナムコ（後のバンダイナムコエンターテインメント）より1997年3月に稼働開始した対戦型格闘ゲームであり、鉄拳シリーズの第3作目にあたる。
1998年3月26日には、PlayStation版が発売された。この作品はシリーズ最後のPS版でもあり、シリーズ初のDUALSHOCK対応ソフトでもある。また、2005年3月31日発売の PlayStation 2版『鉄拳5』には、アーケード版が収録された。さらに、2018年12月3日発売されたPnP機PlayStation Classicに、本作のPS版が収録された。

## 特徴
前作から19年後を舞台とし、高齢化や世代交代という形で既存のキャラクターの多くが入れ替わることになった。また、プレイヤーが使用するキャラクターに対応して登場する中ボスキャラクターの概念がなくなり、技の構成・操作体系の面で重複する中ボスキャラクター（いわゆるコンパーチブルキャラクター）が淘汰され、タイムリリースキャラクターの解禁順も一定となった。
それ以上に大きな本作の特徴は、全キャラクターに「横移動」という移動方法が追加されたことである（ただし初代『鉄拳』の平八と、『鉄拳2』の一八およびペクは軸をずらす性能のある技を持ってはいた）。これはレバーを上か下に入れ、すぐにニュートラルに戻すことで、それぞれ奥と手前に横移動ができるもので（代わりに従来の「小ジャンプ」「一瞬だけしゃがむ」がレバーの上下で行えなくなったが、これはレバーの斜め上下で代替できたため、さほど混乱は生じなかった）、これにより相手の繰り出す技をガードするだけでなく横に避けたり、側面や背面から狙って攻撃を当てるといった、3Dならではの奥行きのある攻防が行えるようになり、このシステムを採用したことで『鉄拳』は大きな変革を迎えた。
また、大ジャンプが廃止された。
背景も前作までは一枚絵であったが今作以降はポリゴン表示となった。
以後、鉄拳というタイトルは他の2D・3D格闘ゲームと明確に差別化されることになる。
BGMでは、ラウンドが進む毎にフレーズをターンオーバーさせて進行を盛り上げるという野心的な演出が取り入れられたが、これは元々製品が雑踏するゲームセンターに設置されるケースがほとんどだったため、BGM自体が周囲の音でかき消されてしまい、あまり効果を得られなかった。なおBGMがそれまでのシリーズとうってかわって、ギターサンプリングを多用したデジタルロックになっているのは、完全にサウンド担当者の趣味である。

### PS版
PS版では、独自要素として隠しキャラクターやムービーが追加されたほか、ビーチバレー「TEKKEN BALL MODE」とベルトスクロールアクションゲーム「TEKKEN FORCE MODE」の2つのミニゲームが追加された。このうち、「TEKKEN FORCE MODE」はクリアを重ねるごとに隠し要素が解禁される仕組みとなっている。このようなミニゲームは鉄拳シリーズの移植版における定番要素となった。PlayStation本体に付属するウェルカムディスクと、『R4 -RIDGE RACER TYPE 4-』のボーナスディスクの体験版には、ARCADE MODE（1stageのみ）とVS MODEが収録されており、リン・シャオユウ、エディ・ゴルドの2人だけ使用可能である。また、本作よりDUALSHOCKコントローラ（振動のみ）に対応するソフトとなった。
なお、鉄拳シリーズでキャラクターが本格的に喋るようになったのは『鉄拳4』からであるが、本作ではエディやアンナなどの一部のキャラクターの勝利ポーズに台詞があり、本作初登場であるジュリアのPlayStation版で追加されたエンディングでは、ミシェールとの会話シーンが存在している。
木人が登場するステージでは、ラウンドの切り替わり時にモーションデータのローディングが発生して一瞬プレイが止まる。

## ストーリー
The king of iron fist tournament 2終盤。風間準はついに目的であった三島一八のもとにたどり着く。彼女は一八の神秘的な力に自分が吸い込まれていくのを感じた末、彼の子をその身に宿してしまう。大会は一八の父・平八の優勝で幕を閉じ、大会を後にした準はデビルの襲撃を受ける。デビルの狙いは彼女のお腹の中にある一八の子どもだった。死闘の末、準はデビルを倒し、故郷の屋久島へと帰る。
前大会より15年。世界は平和に時を刻んでいた。三島財閥頭首・三島平八は世界征服の野望を果たす足掛かりとして世界各国の信頼を得る必要があると踏み、野望を胸に秘めつつ、私設部隊「鉄拳衆」を用いて世界各地の紛争の鎮圧や貧しい国に対しての援助などの支援活動を行っていた。そんなある時、インディオの遺跡を発掘中の鉄拳衆が「…部隊は全滅…奴は闘神か?!…」という謎の無線を残して消息を絶つ。平八はこの「闘神」を手中に収めれば世界征服も夢ではない、と確信する。
やがて世界各地で格闘家の失踪、死亡事件が発生。一八との子「仁」と屋久島で静かに暮らしていた風間準は、ふと身の危険を感じ仁にすべてを打ち明ける。過去に起こったこと、もし自分に何かあったら三島平八を訪ねること。そして嵐の夜、2人の下についに「闘神」が現れる。「逃げて」と叫ぶ母を尻目に仁は「闘神」に挑むが一瞬で意識を失う。目が覚めると母も家も生まれ育った森も何もかもが消えていた。己の力不足を痛感した仁は平八のもとを訪れ「闘神」を倒す術を教えてくれるよう頼み込む。平八は「闘神」の狙いが「強い魂」であることを確信し、強い魂を持つ者、すなわち強い格闘家たちが集うよう、「The king of iron fist tournament 3」の開催を決意する。そして仁に三島流喧嘩空手を伝授する。4年後、「The king of iron fist tournament 3」が開催され、風間仁が優勝を果たす。しかし「闘神」オーガを倒した直後、仁は待ち構えていた平八と鉄拳衆によって狙撃されて致命傷を負わされてしまう。それまで信頼していた者から裏切られた仁は、突如デビル化して彼らをなぎ払い、夜空の闇へと消える。

## 登場人物
| デフォルトキャラクター - 風間仁（かざま じん） - 凌曉雨（リン・シャオユウ） - 花郎（ファラン） - エディ・ゴルド / タイガー・ジャクソン - ポール・フェニックス - フォレスト・ロウ - ニーナ・ウィリアムズ - キング - 吉光（よしみつ） - 雷武龍（レイ・ウーロン） | タイムリリースキャラクター（解禁順） - クマ／パンダ - ジュリア・チャン - ガンジャック - 木人（もくじん） - ブライアン・フューリー PS版追加キャラクター - アンナ・ウィリアムズ（AC版ではニーナの3Pカラー） - Dr.ボスコノビッチ - ゴン |

ボスキャラクター
- 三島平八（みしま へいはち）

最終ボスキャラクター
- オーガ
- トゥルーオーガ（＝オーガ第2形態）

## 開発

### アーケード版
ナムコ社内にはアーケードの大型筐体専門の部署や、家庭用ゲーム専門の部署があったのに対し、本作の開発部門であるビデオソフト開発部はアーケード版を先に制作し、自分たちで家庭用ゲーム機への移植も行った。当時のナムコは、企画の人間が指揮を執るという文化があり、本作を企画した木元昌洋が開発プロジェクトのリーダーを務め、もう一人の企画者で当時若手社員だった原田勝弘が各部署に指示を出した。原田はPlayStation Blogとのインタビューの中で、今思えば変わった文化だったと振り返っている。本作のアーケード版の開発にはSYSTEM12という基板が導入された。この基板は『鉄拳』と『鉄拳2』で使用されたSYSTEM11の1.5倍の性能を持ち、グラフィックも縦の解像度が従来の倍となり画質がさらに向上した（インターレース表示なので常時フリッカーが発生する。基板の設定でノンインターレスに変更できるが、この場合は縦の解像度が半減して『鉄拳2』と同じ解像度になる）。また、上部に技名などを表示する電光掲示板を搭載した新筐体「サイバーリード」も開発され、リリース当初はこの筐体とセット売りで販売された。
SYSTEM12の強みとなる部分は背景の立体化に費やされ、キャラクターのポリゴン数は一世代前のSYSTEM11と大差ない半面、前作『鉄拳2』以上の時間をかけてキャラクターモデルの制作が行われた。アーケード版のスタッフのうち、キングら4名のゲームモデルを担当した中島は「システム11と似たような開発環境で、見た目をさらにいいものを、という感じで、クオリティアップがなかなかうまくいかなった部分がつらかったです。」とナムコの広報誌ノワーズとのインタビューの中で振り返っており、他の関係者も同様に苦労したと振り返っている。
また、サイバーリードの仕様に合わせた画面の調整が行われたが、仕様が微妙に変わって調整に苦労したと、開発スタッフの一人である藤本はノワーズとのインタビューの中で振り返っている。
オープニング映像は、PS版の『ソウルエッジ』のスタッフと外部のスタッフとの共同で制作された。
本作では、キャラクターの動きを作り出すために初めてモーションキャプチャーが取り入れられ、鈴木みのる、渋谷修身、マルセロ・ペレイラ、黄秀一、青木嘉教、玉寄兼一郎らがモーションを提供した。
アーケード版を初出とするキャラクターのうち、物語の中心となる準と一八の息子は、当初二人の名を取った「準八（ジュンヤ）」という名前が候補に挙がっていたが、最終的には「仁」に決定した。
花郎は韓国人という出自にこだわらず、華やかさを重視して作られた。また、『鉄拳2』に登場したキングの名を襲名した人物が登場しており、2Pカラーは『鉄拳2』までのアーマー・キングを意識した、レスラーらしいものとなっている。
エディ・ゴルドは当初は『鉄拳4』のクリスティ・モンテイロでデザインされていたが、モデリングの際にSYSTEM12でもオーバースペックとなったため、突貫でデザインされ直された経緯がある（タイガー・ジャクソンは、その際の没キャラクター）。そのため、ロケテストにも実装が間に合わず、最後まで謎の新キャラクターとされていた。
開発途中、鮭というキャラクターが作られたが、パンチボタンで跳ね、キックボタンで産卵するという奇抜な仕様が割に合わない上に、クマの標的にしかならないことから没となった。また、キャラクターモデルが逆関節になって崩壊するという現象から着想を得た巨大カマキリも作られたが、時間の都合で没となった。なお、アーケード版のROMをクラッキングして没キャラクターの鮭とカマキリを出現させる者もいたほか、同じく没キャラクターである『鉄拳2』仕様の準を出現させようとする者もいた。
ロウは当初は本人が登場する予定で、一時期19年後のロウのモデリングが雑誌に掲載されていたが、その後、息子が登場する設定に改められた。
オーガの勝ちセリフには、「牛乳が飲みたい」など意味のないセリフを逆再生させた音声が使用されている。

### PS版の開発
PlayStationへの移植に当たり、原田はプロデューサーやマーケティング、ローカライズ、さらにはキャッチコピーの考案など様々な仕事を行った。原田はこの時の役割について「なんでも屋という名の雑用係」と振り返っている。また、PS版は原田がゲームディレクターを初めて名乗った作品でもあり、原田は「メインのゲームはできていますから、そういう雑多な仕事を全て企画が引き受けるんです。ただし、全体としてのパッケージ（中略）といったことも考えなくてはならない。つまり、ゲーム全体をディレクションしなくてはいけなかったんです。まさに"旗"を立てる役ですよ。家庭用への移植の際はゲームをデザインするというよりも、「ゲーム全体をディレクションしなさい』と、当時リーダーの木元に言われました。そういう意味もあって、当時は"ゲームディレクター"と名乗ったんです。」とPS Blogとのインタビューの中で振り返っている。
PlayStation版はアーケード基板のSYSTEM12よりも性能が低かったため、背景を一枚絵とするなどの工夫が施され、最終的にはアーケード版の持つ特徴や魅力の再現に成功した。
2つのおまけモードのうち、『TEKKEN FORCE MODE』は木元を中心として企画され、原田はサブプランナーを務めた。木元は昔のゲームにおける「肉を食べると主人公の体力が回復する」というシステムを『鉄拳』シリーズに取り入れることこだわり、原田の提案により回復アイテムはチキンとなった。『TEKKEN BALL MODE』は空中コンボを練習しやすくするために、原田が中心となって企画した。
PS版では隠しキャラクターとしてアンナ・ウィリアムズ、ゴン、Dr.ボスコノビッチの3名が追加された。このうち、アンナは『鉄拳』から登場しているキャラクターで、本作のアーケード版では姉であるニーナの3Pカラーとして登場していたが、PS版で独立した性能のキャラクターとして登場した。ゴンは同名の漫画の主人公であり、掲載誌『モーニング』とのタイアップである。Dr.ボスコノビッチはモーションが全て他キャラクターの流用で構成されており、おまけキャラクターという位置づけである。
隠しモードの「鉄拳ボール」は、コートに類似する2つの陣地内で相手とボールを打ち合い、ボールを攻撃することでダメージをボールに移すことになる。そのボールを相手は打ち返すか、ガードするかの二択となる。打ち損じればヒットになり、ガードしても少し減る。それを繰り返し体力がなくなっだ方が負け。ボールを打ち返せなかった場合は、コートにボールが落ちる。そのときセンターラインの外側にある線よりさらに外側にボールが落ちると、その陣地のプレイヤーはダメージを受ける。
PS版のうち、北米で発売されたバージョンは、ニーナのエンディングが変更された。オリジナルのPS版では、ニーナがプールサイドで男からナンパされるという内容だが、ニーナの抵抗を受けた男性が彼女の腕をつかむ場面がセクシャルハラスメントにあたるという指摘を受け、急遽内容が差し替えられた。
当時は業界内においてローカライズという概念が不十分だったため、日本語版と英語版に明確な区別がなく、英語の出来る人間が担っている状態だった。上層部にローカライズを指示された時点での原田の英語力は大学受験レベルだった上、インターネットの翻訳サイトも無く、原田は苦労することとなった。

### 移植
本作のアーケード版は、2005年3月31日に発売されたPlayStation 2版『鉄拳5』にて、『鉄拳』、『鉄拳2』とともに収録された一方、本作のPlayStation版はハードの性能を極限まで使っていたことからゲームアーカイブス化は困難とされてきた。あるとき、ソニー・インタラクティブエンタテインメント（SIE）から原田へ『鉄拳』『鉄拳2』か本作のいずれかをPnP機PlayStation Classicに収録したいと接触があった。SIE側は既にゲームアーカイブスで配信されている『鉄拳』か『鉄拳2』を希望していたが、原田はチャンスとらえ、熱心な説得の末と関係組織の協力により本作をPlayStation Classicに収録させることに成功した。

## サイバーリード筐体
『鉄拳3』の発売に合わせて開発された新型汎用筐体で、本作は当初はこの筐体とのセット売りで販売されていた。
筐体上部に96×16ドットのLEDパネルが埋め込まれており、ゲームと連動して文字情報や簡単なグラフィックを表示する。同様のシステムで、筐体上部に連勝数を表示する7セグメントLEDと「WINNER」のプラッシュランプを搭載したセガの「バーサスシティ筐体」があり、それを発展させたシステムといえる。『鉄拳3』では、キャラクター選択時のアイライン部分の顔グラフィック表示や、技を出したときの技名表示などに使用された。
LEDパネルは、初期型はオレンジの単色3階調表示だったが、後期型と後述する『2』は赤・緑・オレンジの3色表示になった。
サイバーリード筐体は、前述のLEDパネルとの連動システムに対応しているゲームが少なかったことに加え、当時広く普及していたセガ製のシティ筐体や同じナムコ製汎用筐体の前代にあたるエクセリーナ筐体など既存の大半の汎用筐体と比べて、コントロールパネルの高さやレバーの長さが異なるきらいがあったことや、縦画面のゲームには対応していない（縦画面での動作が不可能）なことから、ほとんど普及することなく淘汰された。後にはPlayStationのメモリーカードや、ドリームキャストのビジュアルメモリの挿入口を画面下に搭載し、それらとの連動対応タイトルの稼働に最適な作りとなった『サイバーリード2』が発売されるも、PlayStationとの連動対応タイトルが少なかったことや、ドリームキャストとの連動に関しては発売元のセガから既にビジュアルメモリ挿入口を搭載した汎用筐体を発売していたこともあり、また先述の前代のサイバーリード筐体の欠点も改善されなかったことから、こちらもあまり普及することはなかった。

## 反響
- 本作のPlayStation版は、国内においてはシリーズ最高となる約140万本、世界累計では販売本数830万本を売り上げた。これは2人用対戦型格闘ゲームの世界最高売上販売記録である[8]。

- アーケード版リリース当時、中国大使館から直々に連絡があった。原田勝弘ディレクターは「格闘ゲームにパンダを出したことがまずかったのだろう」と、抗議を覚悟して電話に出ると「鉄拳のパンダの尻尾は黒いが、実物は白」と指摘されたという[9][7]。